# Pihasoittajat
Pihasoittajat fue una banda musical folclórica finlandesa con influencias de música popular moderna, activa entre 1969 y 1975.

## Historia
Se formó en 1969 tras el Festival Folk de Kaustinen, siendo inicialmente un grupo influenciado por la música irlandesa. Su primer álbum se tituló Rocky Road to Dublin y fue lanzado en 1971. Recibieron un premio de la MTV en 1972. En 1973 publicaron el trabajo Hattukauppiaan Aamu.
En 1975 representaron a Finlandia en el Festival de la Canción de Eurovisión, obteniendo el séptimo lugar. Los miembros de la banda para el concurso fueron Arja Karlsson, Hannu Karlsson, Seppo Sillanpää, Harry Lindahl, Kim Kuusi y Hendrik Bergendahl. Tras lanzar el álbum Kontaten kotia, el grupo se disolvió.
Pihasoittajat se reformó después de un receso de 20 años en 1995. Después de varios conciertos, el segundo avivamiento de la banda terminó con la muerte de Hannu Karlsson en diciembre de 2000.
En 2009, Pihasoittajat volvió a reformarse.